# NGC 3610
NGC 3610是一个位于大熊座的椭圆星系，1793年4月由威廉·赫歇爾发现。NGC 3610的星系盤十分显眼，说明其年龄较小。

## 画廊

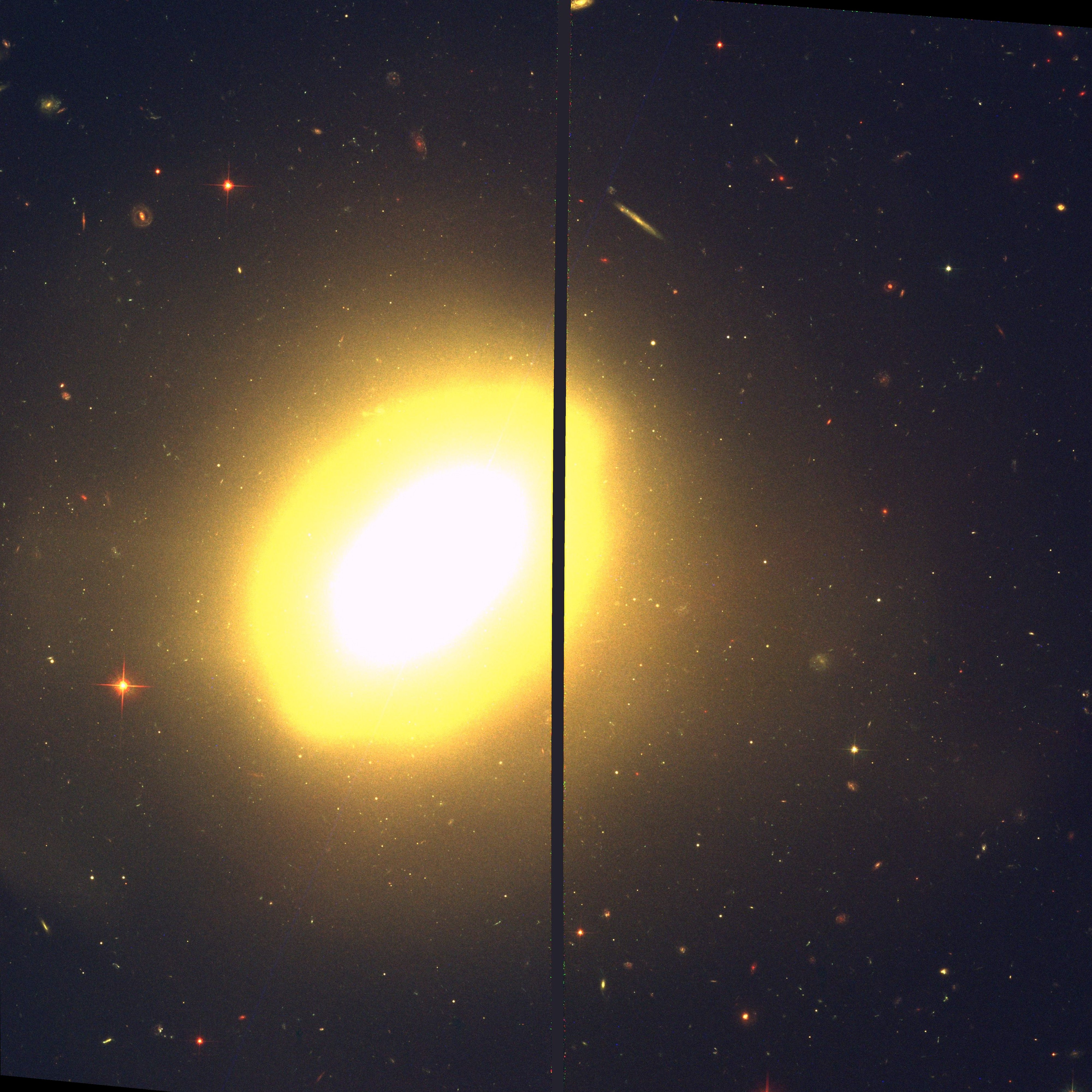
哈勃空间望远镜拍摄的NGC 3610
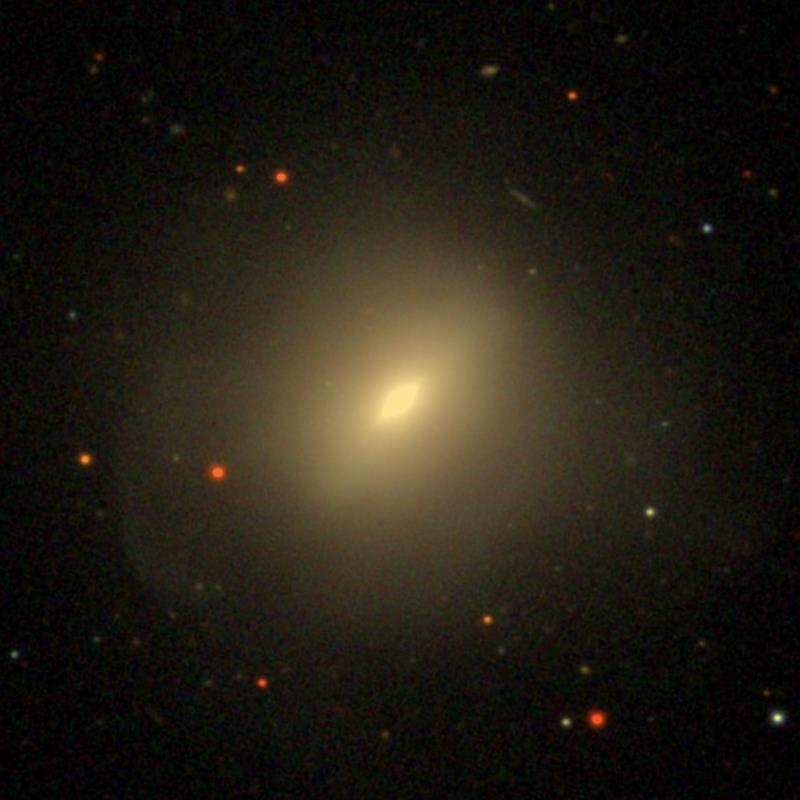
NGC 3610（SDSS DR14）